# Wittersdorf

Wittersdorf este o comună în departamentul Haut-Rhin din estul Franței. În 2009 avea o populație de 857 de locuitori.

## Evoluția populației
| An        | 1975 | 1982 | 1990 | 1999 | 2006 | 2009 |
| --------- | ---- | ---- | ---- | ---- | ---- | ---- |
| Populație | 687  | 673  | 660  | 690  | 793  | 857  |